# ساندرو بلوچی
ساندرو بلوچی (انگلیسی: Sandro Bellucci؛ زادهٔ ۲۱ فوریهٔ ۱۹۵۵) ورزشکار دو و میدانی اهل ایتالیا است.